# Sansone e Dalila (miniserie televisiva)
Sansone e Dalila è una miniserie televisiva del 1996 diretta da Nicolas Roeg e interpretata da Eric Thal ed Elizabeth Hurley.

## Trama
Sansone è il più famoso Giudice attraverso il quale Dio manifesta la propria potenza per sconfiggere i nemici d'Israele. A differenza dei suoi predecessori, possiede un dono speciale: quella forza miracolosa e sovrumana che lo rende capace delle imprese più incredibili. Sansone è un nazireo, cioè un consacrato che, come segno della sua appartenenza a Dio, porta una lunga chioma. Proprio nella capigliatura risiede la sua forza ma questo è un segreto tra lui e sua madre, che ha ricevuto tale rivelazione da un angelo apparso ad annunziarle la nascita. Sansone tuttavia è attratto irresistibilmente dalle donne, in particolare dalle filistee, dalle quali viene sempre tradito: una di esse, la bellissima Dalila, riesce a carpire il segreto e dunque gli taglierà i capelli, consegnandolo infine ai soldati filistei. Accecato e condotto in prigione, Sansone ritrova però la sua vocazione e con essa i lunghi capelli. Dopo aver pregato il Signore perché gli conceda forza per l'ultima volta, farà crollare l'edificio in cui sono radunati i più importanti filistei, sacrificando la propria vita assieme alle loro.

## Produzione
Fa parte del ciclo Le storie della Bibbia ed è una coproduzione internazionale (per l'Italia se ne è occupata la Lux Vide). Originariamente prodotta come una miniserie di due puntate, l'opera è stata poi accorciata in una versione film TV di un'unica puntata.

## Accoglienza
| n° | Prima TV Italia  | Telespettatori | Share  |
| -- | ---------------- | -------------- | ------ |
| 1  | 16 dicembre 1996 | 9 057 000      | 32,38% |
| 2  | 17 dicembre 1996 | 7 299 000      | 26,80% |